# Hurakan Condor
Hurakan Condor est une attraction à sensations fortes de type tour de chute libre construite par l'entreprise Intamin. Elle se situe dans la zone « México » du parc d'attractions espagnol PortAventura Park. Elle a été inaugurée en 2005 à l'occasion du 10ème anniversaire du parc.

## Projet et construction
L'attraction a été inaugurée le 20 mai 2005, suivie d'une représentation quotidienne d'un rituel Maya à son pied.

## Déroulement de l'attraction

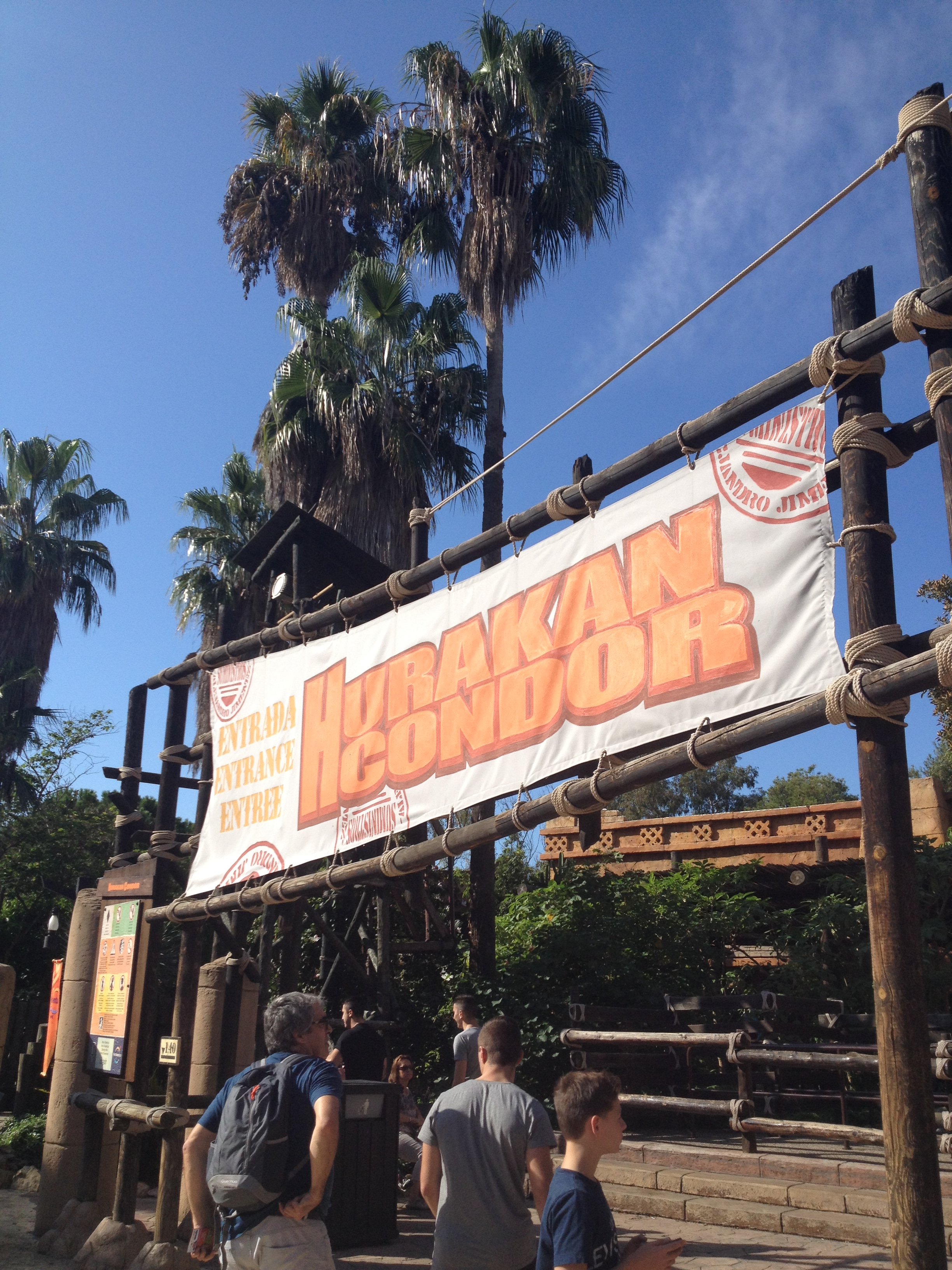
Entrée de l'attraction

Les visiteurs passent la banderole d'entrée et pénètrent dans des ruines Mayas. Ils traversent également un petit camp d'archéologues, effectuent des zigzags et arrivent au lieu d'embarquement. 
Le principe veut que vingt personnes soient offertes en sacrifice au dieu des tempêtes et du vent, Hurakan, et sont lancées dans le vide de la plus haute tour sacrée. 
5 nacelles de 4 places chacune sont à leur disposition. Deux d'entre elles permettent aux visiteurs de rester debout durant le déroulement de l'attraction et s'inclinent toutes les deux de 15° vers l'avant une fois au sommet. Une nacelle en position assise s'incline également au sommet. 
Une fois les harnais vérifiés, la nacelle grimpe lentement puis voit sa vitesse augmenter. Une fois en haut, une attente de 5 secondes a lieu. À l'instant où la photo est prise, le crochet cède et les visiteurs dévalent la tour à une vitesse de 115 km/h. La chute dure 3 secondes et, une fois arrivés en bas, les visiteurs subissent un freinage magnétique de 3G. La nacelle revient à sa place et le crochet se rattache à la nacelle.

## Caractéristiques
- Hauteur : 100 mètres (dont 86 de chute libre)
- Vitesse de chute : 115 km/h sur 86 mètres en 3 secondes puis freinage magnétique sur 14 mètres (3G, trois fois la gravité).
- Capacité : 20 personnes
- Débit théorique : 650 personnes par heure
- Véhicules : 5 nacelles dont 3 en position assises (nacelle 1, 2 et 5) et 2 en position debout  (nacelle 3 et 4). Les nacelles 3 et 4 de position debout et la nacelle 5 en position assise s'inclinent de 15° une fois arrivées au sommet.
- Coût : 6,5 millions d'euros

## Galerie

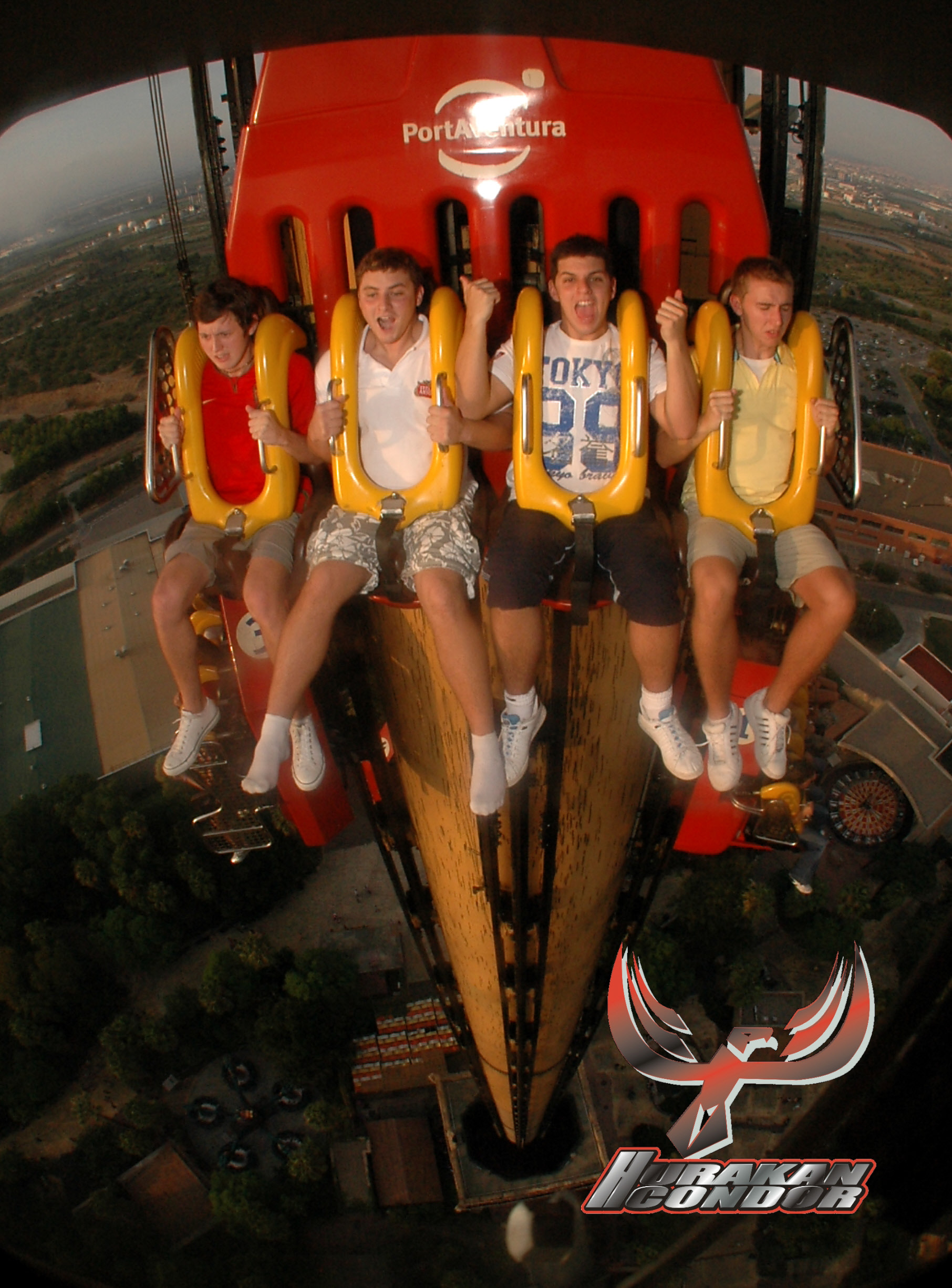
A l'instant où la photo est prise, la nacelle chute
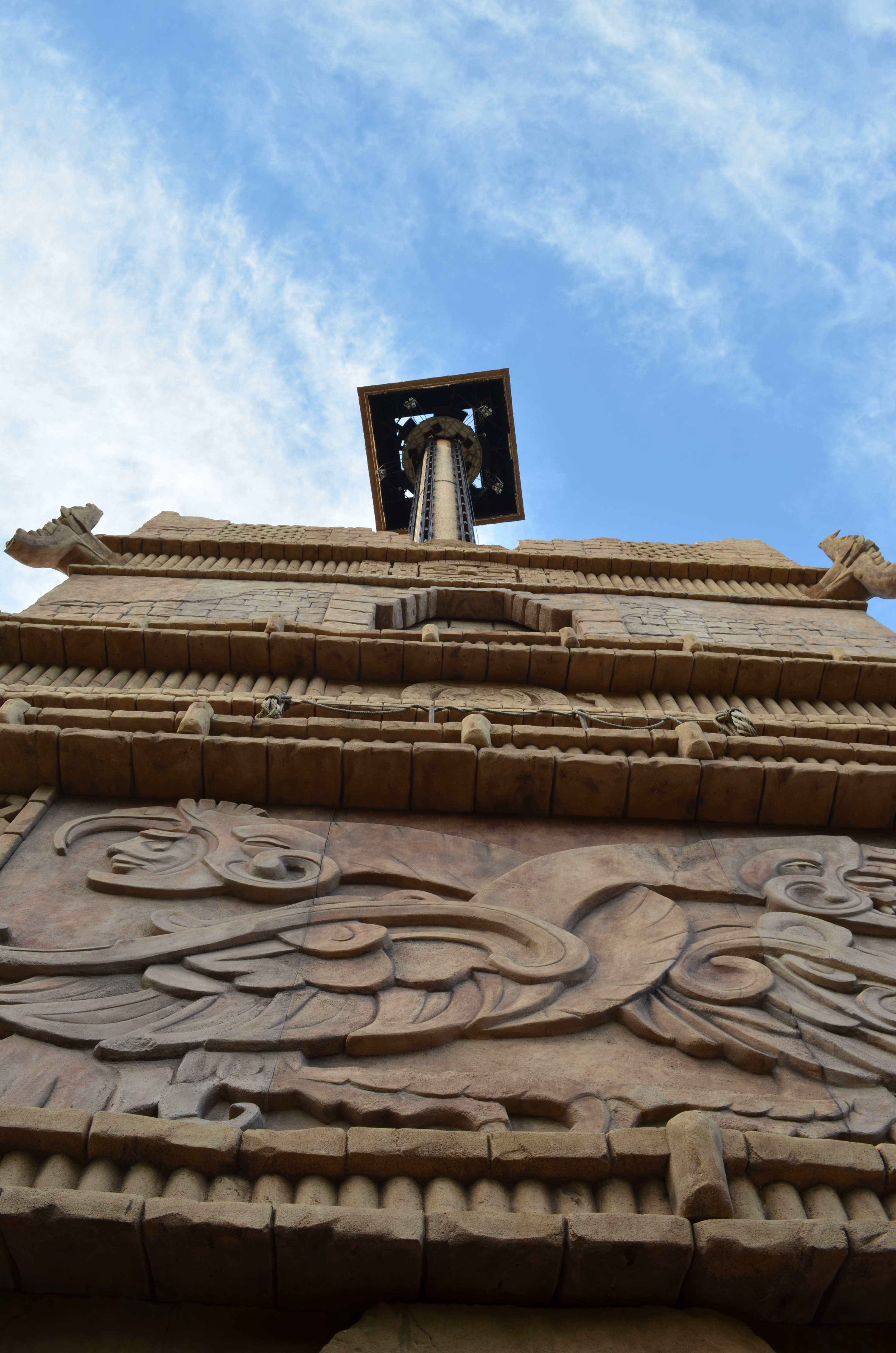
L'attraction vue de dessous

## Sources
1. ↑  « Hurakan Condor - Attractions PortAventura World », sur www.portaventuraworld.com (consulté le 18 février 2020)
2. ↑  « Hurakan Condor - SALZITOURS », sur sites.google.com (consulté le 18 février 2020)
3. ↑  « Port Aventura Parc Espagne - Le plus grand parc d'attractions d'Espagne », sur www.metrodebarcelone.com (consulté le 18 février 2020)